# Vilm

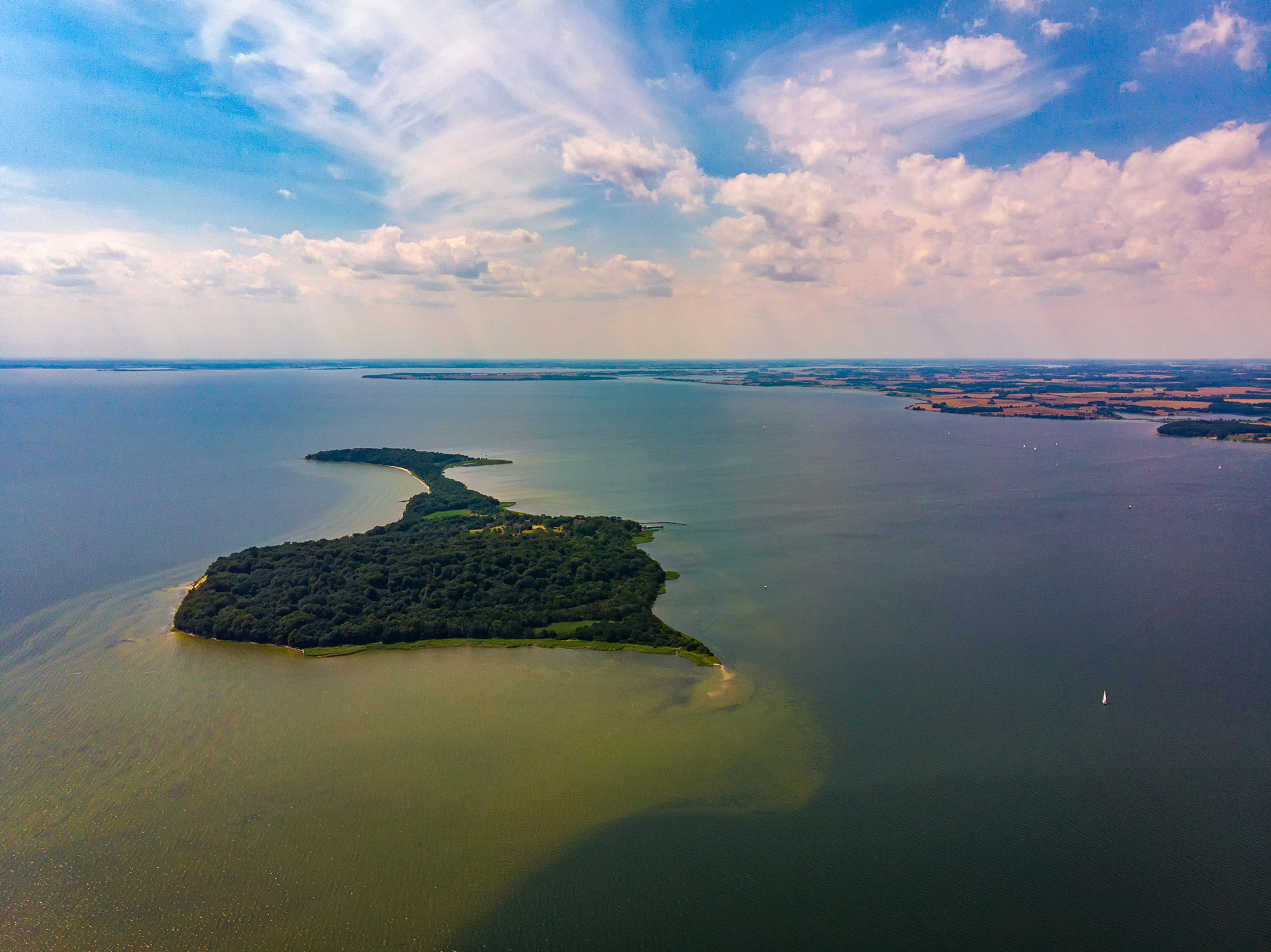
Vilm

Vilm – niewielka wyspa w Zatoce Greifswaldzkiej u południowo-wschodnich wybrzeży Rugii (Niemcy, Meklemburgia-Pomorze Przednie, powiat Vorpommern-Rügen). Oddalona jest o ok. 1 km od położonej na Rugii miejscowości wypoczynkowej i kąpieliska Lauterbach.
W czasach NRD od 1959 przez ówczesne władze obłożona całkowitym zakazem wstępu ze względu na rzekomą ochronę tamtejszej rzadkiej flory i fauny. W rzeczywistości na wyspie mieścił się rządowy ośrodek wypoczynkowy. Po zjednoczeniu Niemiec zakaz cofnięto, lecz wyspę zwiedzać można w ograniczonym zakresie. Wchodzi w skład rezerwatu biosfery Südost-Rügen.